# .local
دامنهٔ نام .local یک دامنهٔ اینترنتی خاص‌منظورهٔ ذخیره‌شده برای کارگروه مهندسی اینترنت که به‌عنوان دامنه سطح‌بالا در سامانه نام دامنه (DNS) اینترنت استفاده نشود و به‌همین شکل مشابه سایر دامنه‌های مخصوص از قبیل localhost است. local برای استفاده در شبکهٔ اتصال محلی پخش ساناد (multicast DNS یا mDNS) و شبکه‌سازی بدون‌تنظیم/زیروکانف اختصاص داده شده است که خدمت DNS بدون نصب محلی زیرساخت DNS در شبکه محلی برقرار شود.